# Jenny Adolfsson
Jenny Ji Adolfsson, född 18 maj 1982, är en svensk styrkelyftare och tyngdlyftare. Adolfsson började med styrkelyft 2009, tyngdlyftning 2017 och tränar även crossfit sedan 2012. Adolfsson tävlar i klassiskt styrkelyft inom IPF och har två VM-silver, ett VM-brons och ett EM-guld. Hon är med i det svenska landslaget i tyngdlyftning sedan 2017. Adolfsson är även känd som gladiatorn "Kitsune" från tv-programmet Gladiatorerna där hon medverkade 2010–2016.

## Karriär
Det var i samband med att Adolfsson flyttade från Hyltebruk till Halmstad för att börja läsa på universitet som hon började träna på gym. 2004 tävlade hon för första gången i Athletic fitness och 2009 började hon tävla i Fitness Five och vann tävlingen 2009–2011. Det var i och med Fitness five som Adolfsson började med styrkelyft. Hon kom med i svenska landslaget 2011 och med landslaget har hon sedan tagit två VM-silver (2014, 2015) ett VM-brons (2016) och ett EM-guld (2016). Hon har även slagit samtliga svenska rekord i böj, bänk och mark i 63 kg:s klassen. 
Mellan 2010 och 2016 medverkade Adolfsson i TV-programmet Gladiatorerna, där hon var gladiatorn Kitsune.
2015 var även Adolfsson deltagare i tv-programmet Ninja Warrior.
2017 började Adolfsson med tyngdlyftning och tog en plats i landslaget direkt efter sitt första SM.

## Personliga rekord (tävling)
- Knäböj: 157,5 kg[11]
- Bänkpress: 112,5 kg[11]
- Marklyft: 182,5 kg[11]
- Ryck: Viktklass -64 kg: 87 kg[12]; Viktklass -59 kg: 85 kg[12]
- Stöt: Viktklass -64 kg: 110 kg[12]; Viktklass -59 kg:100 kg[12]